# Nidavellir
A la mitologia nòrdica Nidavellir (anglicisme com Nidavellir, Cort Fosca o Habitatge Fosc) és la llar dels Nans. Hreidmar és el rei Nidavellir.
Nida significa fosc. Vellir significa domicili. No obstant això cal tenir en compte que de vegades es tradueix com a Camps. Nidavallir és el nom més reconegut, però en la Völuspá s'escriu com Nidavöllum. Völlom simplement vol dir camp.

## Völuspá
S'esmenta al Völuspá:
Stóð fyr norðan, / á Niðavöllom / salr úr gulli / Sindra ættar
(Situat abans del nord, un camp fosc, sales d'or, la tribu de Sindri).
Una interpretació d'aquest verset es llegiria així: "Abans d'arribar al nord (Nifelheim sent el món més llunyà al nord), hi ha un habitatge fosc (El món nan), a les sales d'or viu el llinatge de Sindri." Sindri va ser un famós nan. I ættar significa línia de sang, o en aquest cas el més probable parent o tribu.
Nidavellir sovint s'ha interpretat com un dels nou mons de la cosmologia nòrdica. El problema és que tant Nidavellir i Svartalfheim s'esmenten. I no és segur si el sisè món és un món de nans o un d'elfs foscos. De fet el món nan s'esmenta a la Edda prosaica per Snorri Sturluson, com Svartalfheim. Svartálfar (Elf negre) es creu en general pels estudiosos com un sinònim utilitzat només per Snorri per dvergar (nans).